# Amsiouene
Amsiouene (en berbère : Amsiwen, en caractères Tifinagh : ⴰⵎⵙⵉⵡⴻⵏ, en arabe  : أمسوان )
est le plus grand quartier (Adrum en Kabyle) du village Ait Bouyahia en Kabylie, située à 3 km au sud-est de chef-lieu de la commune Ath Dwala dans la wilaya de Tizi Ouzou en Kabylie.
| Ait Bouali      | Tala Khlit   | Ait Khalfoun          |
| Ait Idir        | Amsiouene    | Tawrirt Moussa Ouamar |
| Beni Douala Cnt | Ait Bouyahia | Tagemount εzouz       |